# Verwaltungsgericht Lüneburg

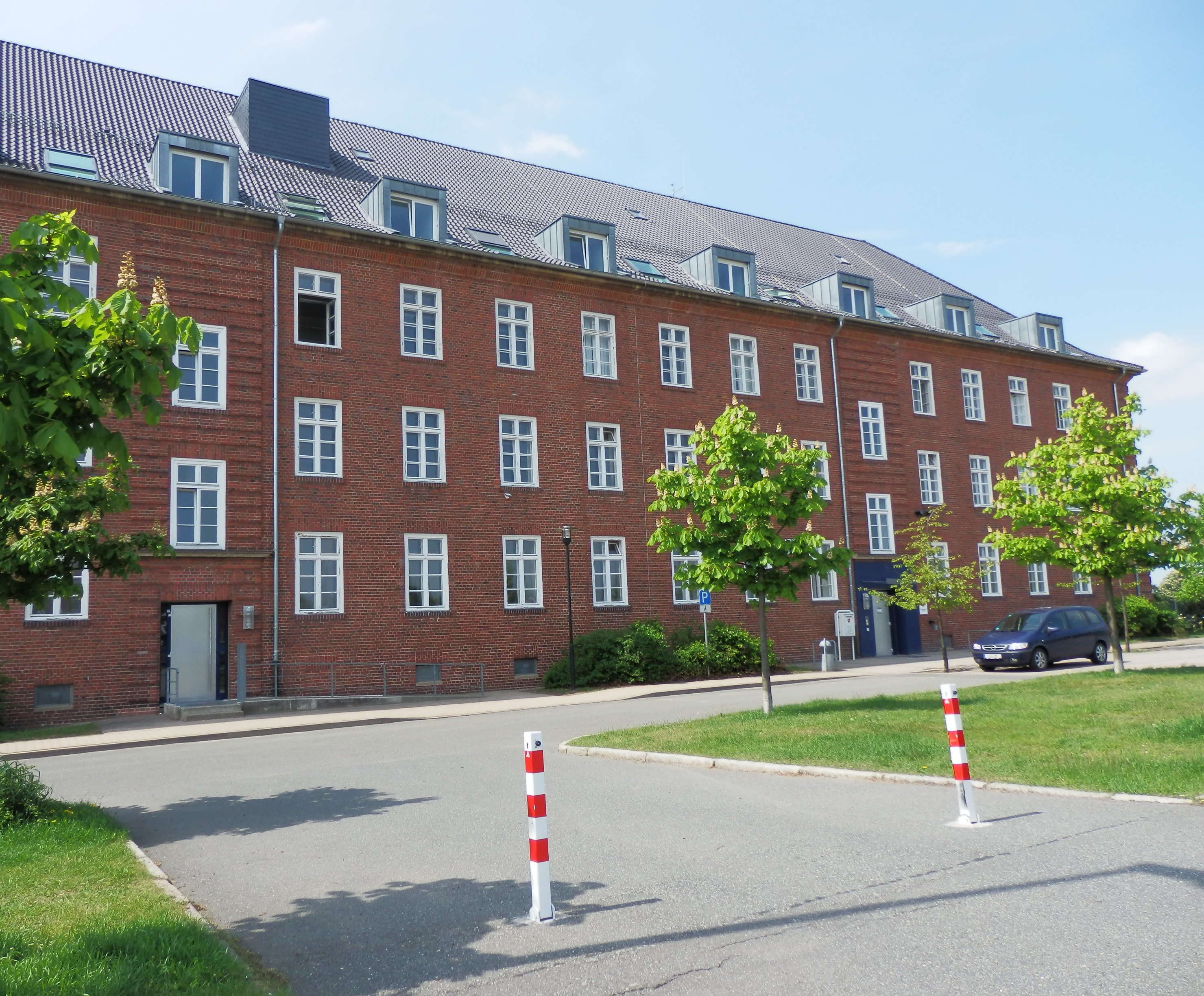
Gemeinsames Gebäude des Verwaltungsgerichts und Sozialgerichts Lüneburg

Das Verwaltungsgericht Lüneburg ist ein Gericht der Verwaltungsgerichtsbarkeit. Es ist eines von sieben Verwaltungsgerichten im Land Niedersachsen.

## Gerichtssitz und -bezirk
Das Gericht hat seinen Sitz in der Hansestadt Lüneburg.
Der Gerichtsbezirk umfasst das Gebiet der Landkreise Celle, Harburg, Heidekreis, Lüchow-Dannenberg, Lüneburg und Uelzen.

## Gerichtsgebäude
Das Gericht befindet sich unter der Anschrift Adolph-Kolping-Straße 16, unter der auch das Sozialgericht Lüneburg untergebracht ist.

## Organisation
Präsidentin ist seit 2021 Karola Hoeft. Sie ist die Nachfolgerin von Frank Hüsing, der 2017 Wolfgang Siebert ablöste. Das Gericht verfügt über 53 Mitarbeiter, davon insgesamt 31 Richter (Stand: April 2018). Es wurden zehn Kammern gebildet, darunter vier Fachkammern (Fachkammer für Landespersonalvertretungssachen, Fachkammer für Bundespersonalvertretungssachen, Fachkammer für Landesdisziplinarsachen sowie Fachkammer für Bundesdisziplinarsachen).

## Übergeordnete Gerichte
Dem Verwaltungsgericht Lüneburg übergeordnet ist in erster Instanz das Niedersächsische Oberverwaltungsgericht in Lüneburg und in letzter Instanz das Bundesverwaltungsgericht in Leipzig.